# Bavayia ultramaficola
Bavayia ultramaficola — вид геконоподібних ящірок родини диплодактилідів (Diplodactylidae). Ендемік Нової Каледонії. Описаний у 2022 році. 

## Поширення і екологія
Bavayia ultramaficola мешкають в горах Центрального хребта у центральній частині острова Нова Каледонія, зокрема в гірських масивах Копето і Булінда та на Плато-де-Тіа. Вони живуть в тропічних лісах, на висоті від 300 до 1200 м над рівнем моря.